# Stora Nygatan, Malmö

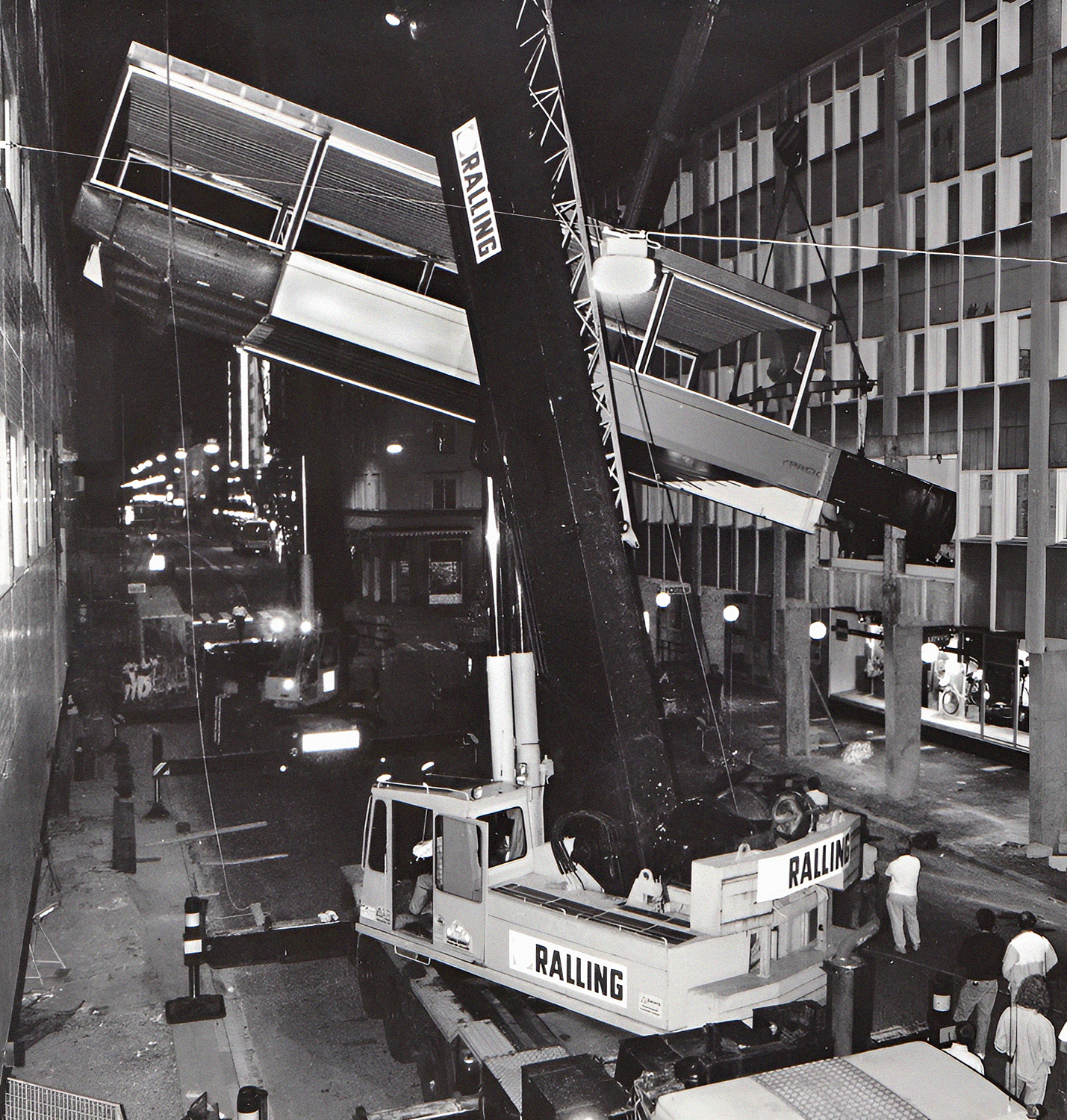
Den norra gångbron över Stora Nygatan mellan Hansa och Arkadenhuset lades på plats 3 aug 1992.

Stora Nygatan är en gata inom Gamla staden i Malmö. Den sträcker sig från Norregatan i öster till Slottsgatan i väster och passerar bland annat köpcentret Hansa (ursprungligen NK), Gustav Adolfs torg och Gamla begravningsplatsen.
Stora Nygatan tillkom i samband med raserandet av stadens befästningar 1805–1807 och namngavs 1807. Gatan avsågs bli ett viktigt trafikstråk, särskilt för den så kallade Nya staden, vilken tillkom samtidigt. Historiskt har vid gatan funnits bland annat Malmö stads elektricitetsverk (senare Rooseum, numera Moderna museet Malmö), Manufaktur AB (rivet och ersatt av Arkaden-komplexet), Malmö Yllefabriks AB (rivet och ersatt av NK, numera Hansa), Sydsvenska Kraft AB:s huvudkontor (senare Teaterhögskolan i Malmö) och varuhuset Wessels (rivet och ersatt av hotellet Scandic S:t Jörgen). På grund av kopplingen till Gustav Adolfs torg, som blev ett centrum för stadens spårvägstrafik vid elektrifieringen av denna 1905–1907, har Stora Nygatan väster om Studentgatan under årens lopp trafikerats av ett flertal olika spårvägslinjer.